# チミジン三リン酸
チミジン三リン酸（チミジンさんリンさん、Thymidine triphosphate、略号TTP）または、デオキシチミジン三リン酸（デオキシチミジンさんリンさん、deoxythymidine triphosphate、略号dTTP）は、4つのヌクレオチド三リン酸の一つで生体内(In vivo)DNA合成に利用される。またDNAリガーゼによって、細菌性プラスミドの突起端を閉じる際の"sticky ends"を形成する場面に利用される。